# Thereva maculicornis
Thereva maculicornis är en tvåvingeart som beskrevs av Jaennicke 1867. Thereva maculicornis ingår i släktet Thereva och familjen stilettflugor. Inga underarter finns listade i Catalogue of Life.